# Большая Речка (река, впадает в Байкал)
Больша́я Ре́чка — река в Кабанском районе Бурятии. Впадает в залив Посольский сор озера Байкал.

## География
Длина реки — 43 км (от истока Левой Большой Речки — 77 км), площадь водосборного бассейна — 656 км². Образуется на высоте 660 м над уровнем моря слиянием Левой Большой Речки и Правой Большой Речки, стекающих с водораздельного хребта Хамар-Дабана, и течёт на север 2/3 своей длины в горной местности. При выходе на равнину Кударинской степи реку пересекает федеральная автотрасса Р258 «Байкал», далее — Транссибирская магистраль. На левом берегу реки, в 10 км к востоку от устья, располагается село Большая Речка. Восточнее на правом берегу находится посёлок станции Посольская. Между этими населёнными пунктами река поворачивает на запад и течёт в болотистой местности. Впадает в северную оконечность Посольского сора озера Байкал перед северной косой полуострова Карга. В устье, к северу, образует небольшой залив Малый сор у села Посольское.
По данным наблюдений с 1936 по 1999 год среднегодовой расход воды в 23 км от устья составляет 12,37 м³/с.

## Притоки
По расстоянию от устья:
- 30 км — река Рассоха (правый) 51°51′30″ с. ш. 106°24′50″ в. д.HGЯO
- 43 км — река Левая Большая Речка (левый)
- 43 км — река Правая Большая Речка (правый)

## Данные государственного водного реестра
В государственном водном реестре России Большая Речка зарегистрирована вместе с левой составляющей Левой Большой Речкой (длина 77 км).
По данным государственного водного реестра России и геоинформационной системы водохозяйственного районирования территории РФ, подготовленной Федеральным агентством водных ресурсов:
- Бассейновый округ — Ангаро-Байкальский
- Речной бассейн — бассейны малых и средних притоков южной части озера Байкал
- Водохозяйственный участок — бассейны рек южной части озера Байкал в междуречье рек Селенги и Ангары